# Medizinhistorische Sammlung der Ruhr-Universität Bochum

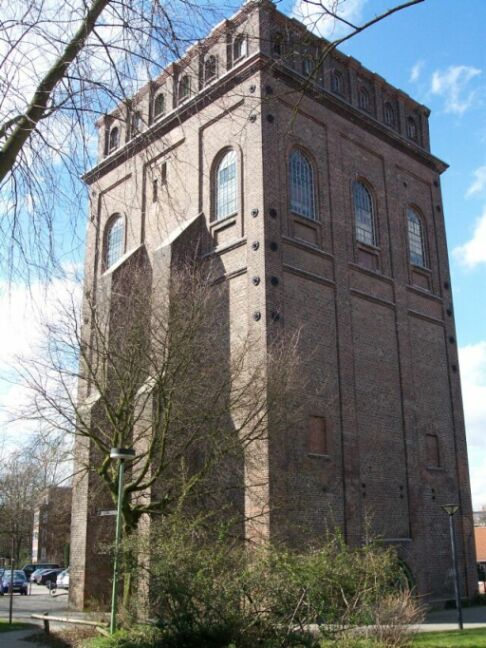
Malakowturm mit Medizinhistorischer Sammlung

Die Medizinhistorische Sammlung der Ruhr-Universität Bochum ist eine Sammlung von mehr als 10.000 Instrumenten und Großgeräten aus allen Fachbereichen der Medizin. Sie ist in einem alten Malakowturm der ehemaligen Zeche Julius-Philipp aus dem Jahre 1877 untergebracht. Träger ist das Institut für Medizinische Ethik und Geschichte der Medizin an der Ruhr-Universität Bochum.
Begründer der Sammlung war der Mediziner Erich Püschel. 1990 übergab er die aus 10.000 Stücken und 5000 Büchern bestehende Sammlung medizinischer Objekte aus dem 19. und 20. Jahrhundert an die Ruhr-Universität Bochum. Die Dauerausstellung „Abstieg ins Verborgene. Die Eroberung des menschlichen Körpers durch die medizinische Technik“ präsentiert im Inneren des Turms den menschlichen Körper von der Oberfläche bis in die Zelle, von prähistorischer Zeit bis zur Gegenwart und thematisiert dabei die Geschichte und Ethik der Medizin. Drei der neun Turmebenen sind mit der Dauerausstellung belegt, weitere Ebenen zeigen Informationen zum Turm oder Sonderausstellungen. Die Sammlung ist regelmäßig für Besuchende geöffnet.